# Auron (skigebied)
Auron is een Frans wintersportgebied in de zuidelijke Alpen. Het bevindt zich op het grondgebied van de gemeente Saint-Étienne-de-Tinée in het departement Alpes-Maritimes. Het gelijknamige skidorp ligt op zo'n 1550 à 1700 meter boven zeeniveau in het Mercantourmassief. 
Auron is een van de skigebieden onder de noemer 'Les stations Nice Côte d'Azur', samen met Isola 2000 en Saint-Dalmas-le-Selvage, en bevindt zich op anderhalf uur rijden van Nice aan de Azurenkust. Het is een van de oudste skigebieden van het land, maar met een tiental skiliften is het een veeleer klein gebied naar Franse normen.
Het eerste wereldkampioenschap alpineskiën voor junioren werd in 1982 in Auron gehouden.